# 정상 렌즈형 은하

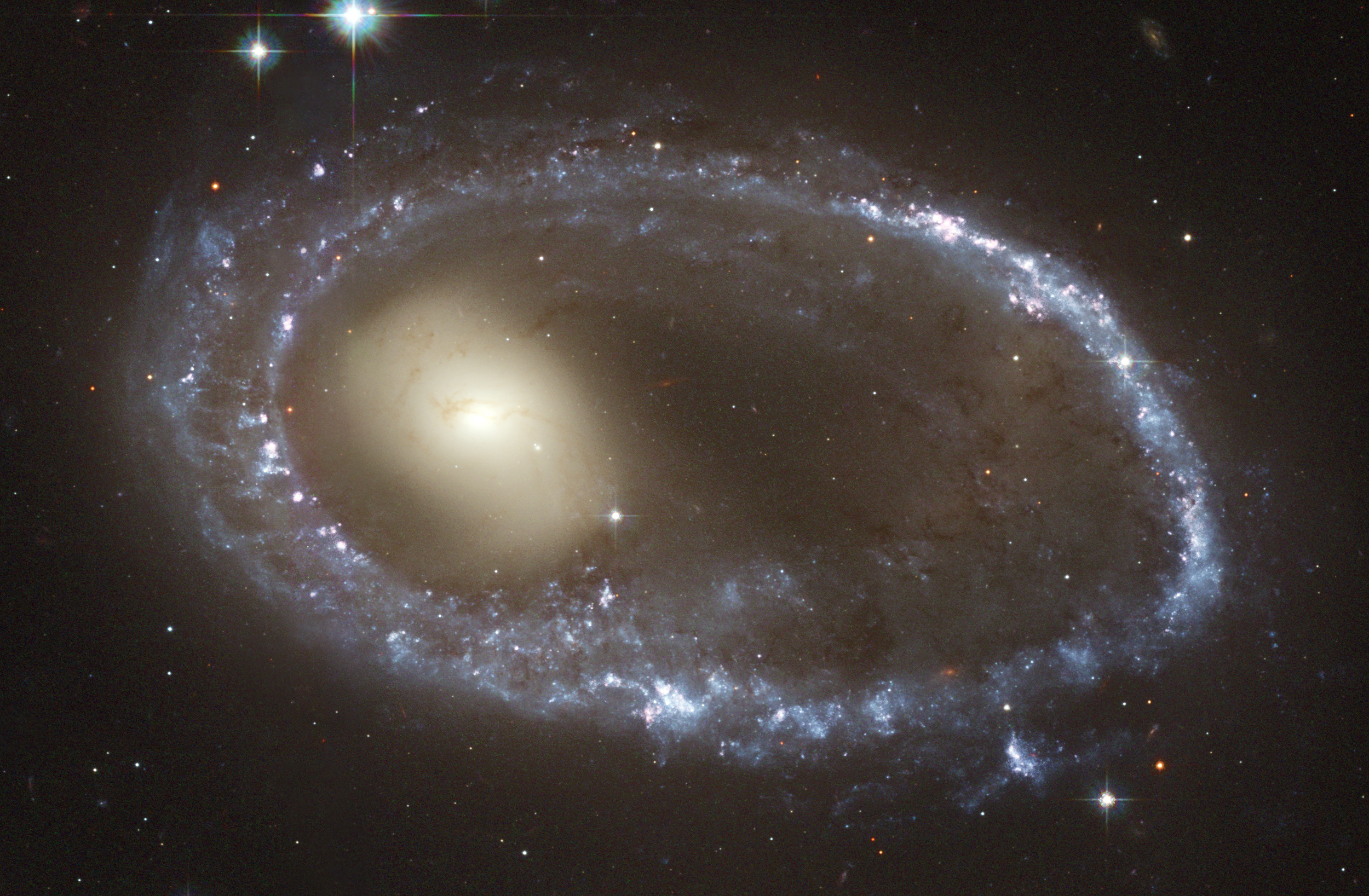
허블 우주 망원경이 촬영한 정상 렌즈형 은하 AM 0644-741의 모습이다. 이 은하는 고리 은하이기도 하다.

정상 렌즈형 은하(영어: Unbarred lenticular galaxy)는 정상나선은하와 비슷한 렌즈형 은하이다. 이들은 허블 분류로는 SA0형으로 표현된다.

## 같이 보기
- 렌즈형 은하
- 막대 렌즈형 은하